# Eventi nei centri urbani della Palestina mandataria nel 1947-1948
Gli eventi nei centri urbani della Palestina mandataria nel 1947-1948 sono gli scontri sempre più violenti che ebbero luogo nei centri urbani a popolazione mista di Palestina (Gerusalemme, Haifa, Safad, Acri, Tiberiade e Beysan) e a Giaffa durante gli ultimi 6 mesi del Mandato britannico e che contrapposero le comunità ebraiche e arabe.
Da dicembre 1947 all'inizio di aprile 1948, i combattimenti fanno diverse migliaia di vittime nei due campi. A partire da aprile, a seguito dell'attuazione del Piano Dalet, le forze ebraiche assumono il controllo di tutte le città miste situate sui territori attribuiti al futuro Stato d'Israele dal Piano di partizione della Palestina, come pure le diverse città comuni alle due comunità. Circa il 95% degli abitanti arabi fuggono o sono espulsi da queste zone.
A Gerusalemme, collocata nel cuore del territorio arabo, la comunità ebraica è assediata e resta isolata prima dell'entrata in guerra degli eserciti arabi non palestinesi.

## Contesto
Dal 1920, la Palestina è sotto il controllo dell'amministrazione britannica ma il Paese è oggetto di uno scontro fra i nazionalismi ebraico sionista e arabo palestinese, che si oppongono l'uno all'altro, come pure all'«occupante» britannico.
La lotta palestinese culmina con la Grande Rivolta Araba del 1936-1939. Condotta da nazionalisti palestinesi, essa si oppone tanto al Sionismo quanto alla presenza britannica in Palestina e agli uomini politici palestinesi che si richiamano agli ideali del nazionalismo panarabo. La repressione britannica è sanguinosa e la reazione delle organizzazioni sioniste parimenti violenta. Alla fine i nazionalisti palestinesi ottengono tuttavia dai britannici una diminuzione draconiana dell'immigrazione ebraica, sottolineata nel Libro Bianco del 1939. Ma le conseguenze sono pesanti. La rivolta ha fatto quasi 5000 morti da parte araba e 500 da parte ebraica. Le differenti Organizzazioni paramilitari sioniste si sono rafforzate e la maggior parte dei membri dell'élite politica palestinese è arrestata e costretta all'esilio. Fra costoro, il capo del Supremo Comitato Arabo, Hajji Amin al-Husayni, che si rifugia nella Germania nazista dove cerca appoggi per la sua causa.
Dopo la Seconda guerra mondiale, come conseguenza della tragedia della Shoah, il movimento sionista attira la simpatia pressoché generale. In Palestina, i gruppi della destra sionista conducono a loro volta una campagna di violenza contro l'«occupazione» britannica, costellata da numerosi attentati. I nazionalisti palestinesi si riorganizzano ma restano molto in ritardo rispetto ai sionisti. Tuttavia, l'indebolimento delle Potenze coloniali ha rafforzato il mondo arabo e la Lega Araba recentemente costituitasi riprende per parte sua le rivendicazione nazionaliste palestinesi e serve loro da portaparola.
La diplomazia non riesce a conciliare i due opposti punti di vista. Il 18 febbraio 1947, i britannici annunciano l'abbandono del loro Mandato sulla regione. Il 29 novembre 1947, l'Assemblea Generale delle Nazioni Unite vota un Piano di partizione della Palestina col sostegno delle grandi potenze ma senza l'appoggio del Regno Unito e contro l'insieme dei Paesi arabi e islamici. L'indomani, la guerra civile scoppia in Palestina e la violenza fra ebrei e arabi di Palestina cresce in maniera esponenziale.

## Crescita della violenza

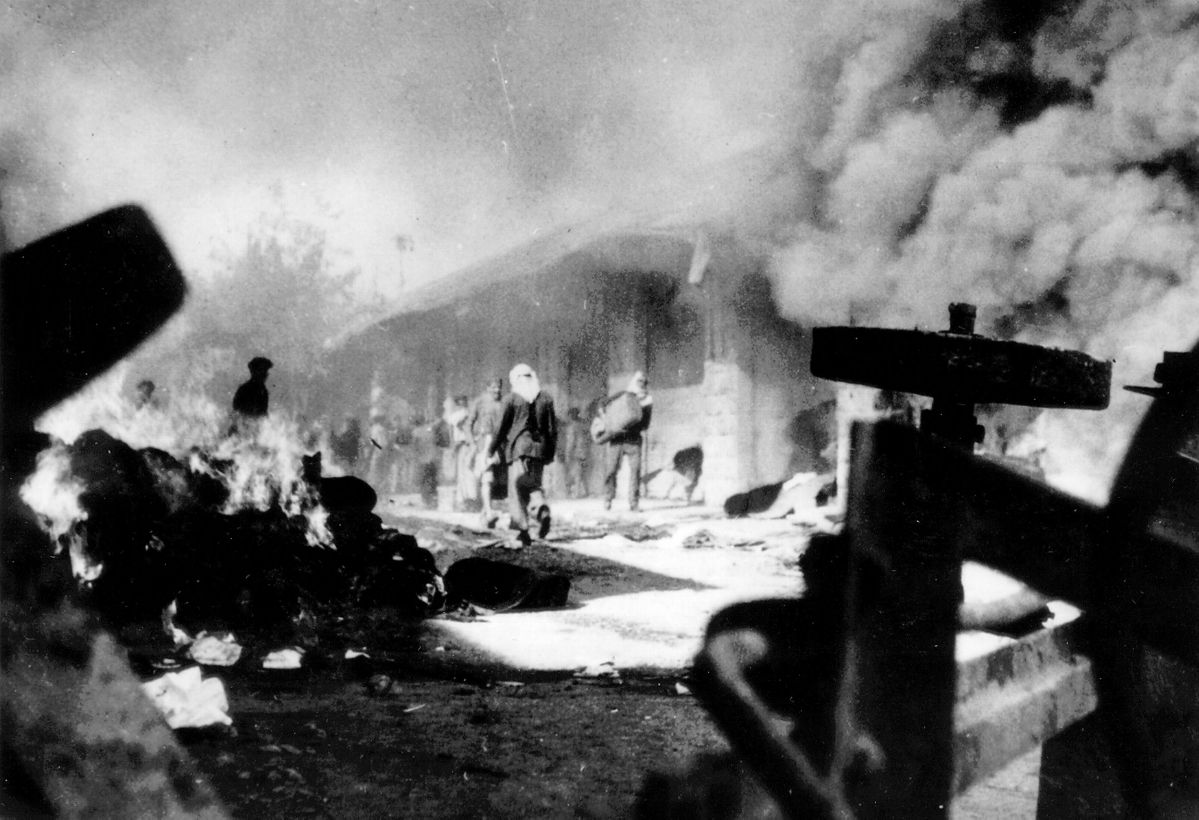
Attacco del quartiere commerciale ebraico di Gerusalemme (2 dicembre 1947)

Dal giorno successivo all'annuncio dell'adozione del Piano di partizione, scontri isolati si verificano a Gerusalemme. Il 1º dicembre, due autobus sono attaccati sulla strada Tel-Aviv - Gerusalemme, presso Lidda. 7 passeggeri ebrei sono uccisi nell'occasione. Il 2 dicembre, un centro commerciale ebraico situato nella Città Vecchia di Gerusalemme è razziato da parte dei manifestanti arabi.,,
Cecchini isolati sparano colpi di fucile a Haifa e attacchi sono lanciati nei sobborghi fra Tel-Aviv e Giaffa. L'8 dicembre, il primo consistente attacco ha luogo. Hasan Salama alla testa di diverse centinaia di volontari irregolari arabi si lancia all'attacco del quartiere Hatikvah di Tel-Aviv. Sono respinti dall'Haganah e dai poliziotti ebrei. I combattimenti presentano un bilancio di 60 morti arabi e 2 ebrei. Durante le due prime settimane di dicembre, attacchi sono condotti contro le colonie ebraiche nel Nord, sulla costa come pure lungo le strade che uniscono i grandi centri urbani
L'11 dicembre, il corrispondente del Times a Gerusalemme parla di 130 morti a seguito delle manifestazioni a Giaffa, 70 ebrei, 50 arabi, 3 soldati e 1 poliziotto britannici. Tentativi di richiamo alla calma sono lanciati. Così, il 9 dicembre, un cessate-il-fuoco è raggiunto fra i sindaci delle due cittadine miste di Giaffa e Tel-Aviv ma non è rispettato sul terreno.
La situazione conosce uno stallo. Si assiste a una «spirale di rappresaglie e contro-rappresaglie». Il 12 dicembre, l'esplosione d'una vettura carica di esplosivo nella Città Vecchia di Gerusalemme uccide 20 arabi e ne ferisce 5. Il 14 dicembre, la Legione araba attacca un convoglio di autobus che trasportano civili a Beit Nabala, uccidendo 12 ebrei. o 14 (New York Times). Il 18 dicembre, l'Haganah lancia un'azione di rappresaglia contro il villaggio di al-Khisas, uccidendo 8 arabi o 10, di cui 5 fanciulli (New York Times).

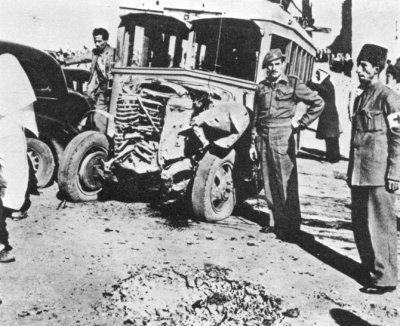
Autobus calcinato da un'esplosione e dal successivo incendio dopo un attentato dell'Irgun del 29 dicembre 1947. 7 palestinesi sono uccisi.

Il 30 dicembre, ad Haifa, membri dell'Irgun lanciano due bombe su una folla di operai arabi che facevano la coda davanti a una raffineria, uccidendo 6 persone e ferendone 42. La folla incollerita uccide come rappresaglia 39 ebrei prima che i soldati britannici riescano a ristabilire l'ordine (The Palestine Post). Per rappresaglia ulteriore, il 31 dicembre, irregolari del Palmach e della Brigata Carmel attaccano il villaggio di Balad al-Shaykh e di Hawassa. Secondo gli altri autori, essi provocano fra i 21 e i 70 morti, espellendo numerosi abitanti,, uccidendo tutti gli uomini dei due villaggi, come anche un buon numero di donne e di bambini., Altre fonti parlano di 60 vittime, di cui «verosimilmente» 12 morti (mideastweb.org).
Mentre la situazione si placa a Giaffa, il 4 gennaio, il Lehi organizza un attentato con automobile esplosiva presso il Quartier Generale di Najada (si tratta di fatto della casa comunale, o Saraya), uccidendo 15 arabi e ferendone 80, di cui 20 gravemente.
Nella notte fra il 5 e il 6 gennaio, una sezione dell'Haganah, composta da 4 artificieri coperti da 10 combattenti fa esplodere l'hotel Semiramis a Qatamon, nella periferia di Gerusalemme. L'Haganah pensa che numerosi comandanti arabi delle forze volontarie vi soggiornino e che la milizia locale vi abbia stabilito il proprio Quartier Generale. Secondo Morris, 24 persone, fra cui forse irregolari iracheni, sono uccisi. Per Lapierre e Colins, sono 36 persone, fra cui civili e almeno un bambino che trovano la morte nell'esplosione. Il vice-console spagnolo, Manuel Allende Salazar, figura fra le vittime. Le autorità mandatarie condannano l'attentato, qualificandolo un'«offesa alla civiltà». Ben Gurion dimette dalle sue funzioni l'ufficiale responsabile delle operazioni a Gerusalemme, Mishael Shechter, (The Palestine Post) e lo sostituisce con David Shealtiel.

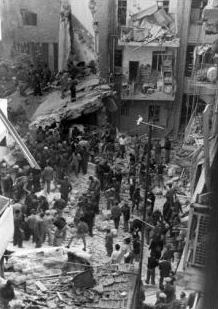
Via Ben Yehuda dopo l'attentato del 22 febbraio 1948

Il 7 gennaio, a una fermata di autobus, Porta di Giaffa a Gerusalemme, quattro membri dell'Irgun lanciano una bomba sulla folla araba e uccidono 17 persone. Essi fuggono grazie a una vettura blindata rubata ai britannici ma hanno un incidente e devono continuare a piedi. Tre sono uccisi dai britannici e l'ultimo, ferito, è fatto prigioniero.
Il 9 gennaio, un raid è lanciato da 300 beduini d'origine siriana contro il kibbutz di Kfar Szold, probabilmente in risposta al raid del Palmach del 18 dicembre contro al-Khisas. Gli aggressori sono respinti con l'aiuto dei britannici. I combattimenti provocano 1 morto e 4 feriti nel campo dell'Haganah e 24 morti e 67 feriti tra i beduini.
Il 22 febbraio, a Gerusalemme, gli uomini del Hajji Amin al-Husayni organizzano, con l'aiuto di disertori britannici, un triplice attentato con un'autobomba contro gli uffici del giornale The Palestine Post, il mercato di Via Ben Yehuda e il retro cortile degli uffici dell'Agenzia ebraica. Il bilancio è rispettivamente di 22, 53 e 13 morti ebrei, cui si devono aggiungere centinaia di feriti.,.
Il 28 febbraio, il Palmach commette un attentato con un'autobomba in un garage della parte araba di Haifa, facendo 30 morti e 70 feriti fra gli arabi..
Il 29 febbraio, come rappresaglia dell'attentato del 22, il Lehi mina il tracciato ferroviario Il Cairo-Haifa, a nord di Rehovot, provocando la morte di 28 soldati britannici e ferendone altri 35. Avrebbe reiterato l'attentato il 31 marzo nei pressi di Cesarea, provocando la morte di 40 persone e il ferimento di altre 60, per la maggior parte civili arabi.
Un Rapporto Speciale della Commissione delle Nazioni Unite per la Palestina, destinato al Consiglio di Sicurezza e datato 16 febbraio 1948 dà conto dell'«estrema gravità della situazione e del degrado delle condizioni in Palestina. (...) Tanto il futuro del benessere del popolo della Palestina, quanto l'autorità e l'efficacia dell'ONU sono in gioco». Gli autori temono un'intensificazione dei disordini, qualifica gli attentati dell'Irgun e del Lehi come «atti irresponsabili di violenza» e sottolinea la complessità del problema per il fatto che le Autorità mandatarie sono impegnate nella liquidazione dell'amministrazione e nell'evacuazione delle loro truppe.
Circa il periodo di dicembre 1947 e gennaio 1948, il Rapporto elenca 869 morti (46 britannici, 427 Arabi, 381 ebrei e 15 altri) e 1909 feriti (135 britannici, 1035 arabi, 725 ebrei e 14 altri). La violenza si moltiplica con l'avvio della cosiddetta «guerra delle strade» e l'ingresso in Palestina dell'Esercito Arabo di Liberazione. A fine marzo, un rapporto parla di 2037 morti (895 ebrei, 991 arabi, 113 soldati e poliziotti britannici uccisi e 38 altri o non identificati). Il numero totale dei feriti ammonta a 4275..

## Esodo palestinese

### Gerusalemme

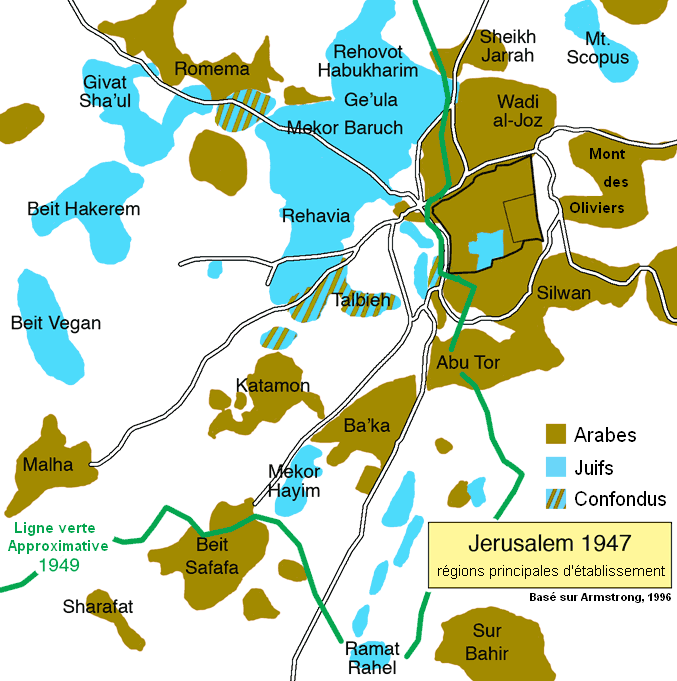
Ripartizione delle popolazioni a Gerusalemme nel 1947

Gerusalemme è una città mista, con circa 100.000 ebrei e 50.000 arabi. È isolata dal resto degli agglomerati urbani ebraici e circondata da villaggi e paesi arabi abitati da 35.000-40.000 arabi. Costituì un obiettivo primario della guerra del 1948.
Gli abitanti arabi abbandonarono principalmente qui i combattimenti e le condizioni di vita a Gerusalemme provocano presto degenerazioni tipiche di tutte le guerre civili: razionamento e corruzione.
Il quartiere armeno e tutte le case di confine col quartiere ebraico della Città Vecchia e certi villaggi dei dintorni della città sono evacuati, mentre miliziani arabo o uomini di ʿAbd al-Qādir al-Ḥusaynī li occupano o vi combattono,.
A Katamon, gli abitanti ebrei partono tra l'inizio della guerra e, in seguito agli incessanti combattimenti, dopo dicembre, soprattutto in seguito all'attentato dinamitardo al Semiramis Hotel di Gerusalemme, causa principale della fuga degli abitanti. Lifta, a nord sulla strada di Ramallah e Romema, a ovest sulla strada verso Tel-Aviv sono il teatro di scontri quotidiani fra miliziani arabi ed ebrei. A fine dicembre i loro abitanti arabi sono oggetto di numerose incursioni da parte dell'Haganah, dell'Irgun e del Lehi e sono totalmente sgomberati dai loro abitanti. Sheikh Badr è evacuata il 19 gennaio dai britannici a seguito dei raid di rappresaglia provocati da tiri di cecchini. In febbraio, sempre in seguito agli scontri, solo tre famiglie arabe restano a Talbiye sulle 60-70 che vi avevano in precedenza vissuto. Il 13 febbraio, gli abitanti di Beit Safafa abbandonano il villaggio qualche giorno dopo un raid dell'Haganah, in cui il capo della locale milizia è ucciso. A Sheikh Jarha, gli abitanti fuggono a seguito degli attacchi dell'Haganah e dell'Irgun. A Musrara e Abu Tor, essi fuggono al momento dell'arrivo dei volontari siriani e dei combattenti arabi di Hebron che li taglieggiano.

### Haifa
Haifa è una città costiera mista, di grande importanza economica e strategica. Essa conta 145 000 abitanti, fra i quali 71.000 sono arabi (41.000 musulmani e 30.000 cristiani. Fa parte delle città attribuite agli ebrei dal Piano di partizione ed è circondata da impianti ebraici.
L'esodo comincia dai primi giorni di dicembre. Gli abitanti fuggono principalmente l'insicurezza dovuta ai combattimenti (tiri di cecchini, esplosioni) e il degrado della situazione economica che ne deriva.. Da gennaio, i britannici valutano il numero degli arabi che hanno abbandonato Haifa tra i 15.000 e i 20.000; cifra ugualmente fornita da un rapporto del 23 dicembre dei servizi d'informazione dell'Haganah.
Gli arabi sono presi dal panico a causa degli attentati dell'Irgun e del Lehi., Dalla fine di dicembre, truppe dell'Esercito Arabo di Liberazione s'infiltrano in città. Attentati vengono organizzati nel cuore del «territorio nemico» sui due fronti. L'Haganah organizza rappresaglie sempre più imponenti e letali. Esse provocano l'intervento di truppe della Legione araba, di guarnigione nella città.. La calma è ristabilita dai britannici per i quali la città è un punto nodale nei loro piani di evacuazione.
I dirigenti arabi locali (Comitato Nazionale) prendono a più riprese l'iniziativa di negoziare tregue. Essi inviano una delegazione al Cairo dal Hajji Amin al-Husayni perché egli ordini ai suoi uomini di arrestare i loro attacchi ma questi fa loro capire che la situazione complessiva del Paese deve prevalere sulla situazione locale.. Essi si rivolgono ugualmente alle autorità ebraiche che si rifiutano di trattare, dichiarando che le autorità arabe non hanno l'autorità di farle rispettare e ritengono che si tratti solo di un pretesto per prender tempo, poiché la situazione militare è sfavorevole agli arabi sul terreno. Morris crede anche che David Ben Gurion pensi in quel momento che una tregua potrebbe bloccare l'esodo. Vi sono anche tensioni di rilievo tra musulmani e cristiani. Questi ultimi rimproverano la prosecuzione dei combattimenti e le prepotenze nei quartieri arabi da parte di bande criminali di musulmani.
A gennaio del 1948, il rappresentante dell'Agenzia ebraica ad Haifa stima che il numero di arabi fuggiti dalla città sia di 20 000 unità; i rappresentanti arabi stimano che il numero sia invece di 25.000. Alla fine di marzo, le stime fanno crescere il numero di ulteriori 5 000 persone.,
Fra essi, si trova la quasi-totalità dei rappresentanti del Comitato Nazionale. In data 28 marzo, 11 dei 15 membri sono partiti e gli sforzi del Presidente del Comitato per farli ritornare falliscono. Egli stesso lascia allora la Palestina all'inizio di aprile.. Morris sottolinea a più riprese l'impatto degli eventi sul morale della popolazione palestinese e in particolare il cattivo esempio fornito dai dirigenti arabi. Gelber, in maniera generale, crede che il collasso della società palestinese sia stato la causa principale della seconda ondata di rifugiati.

### Giaffa

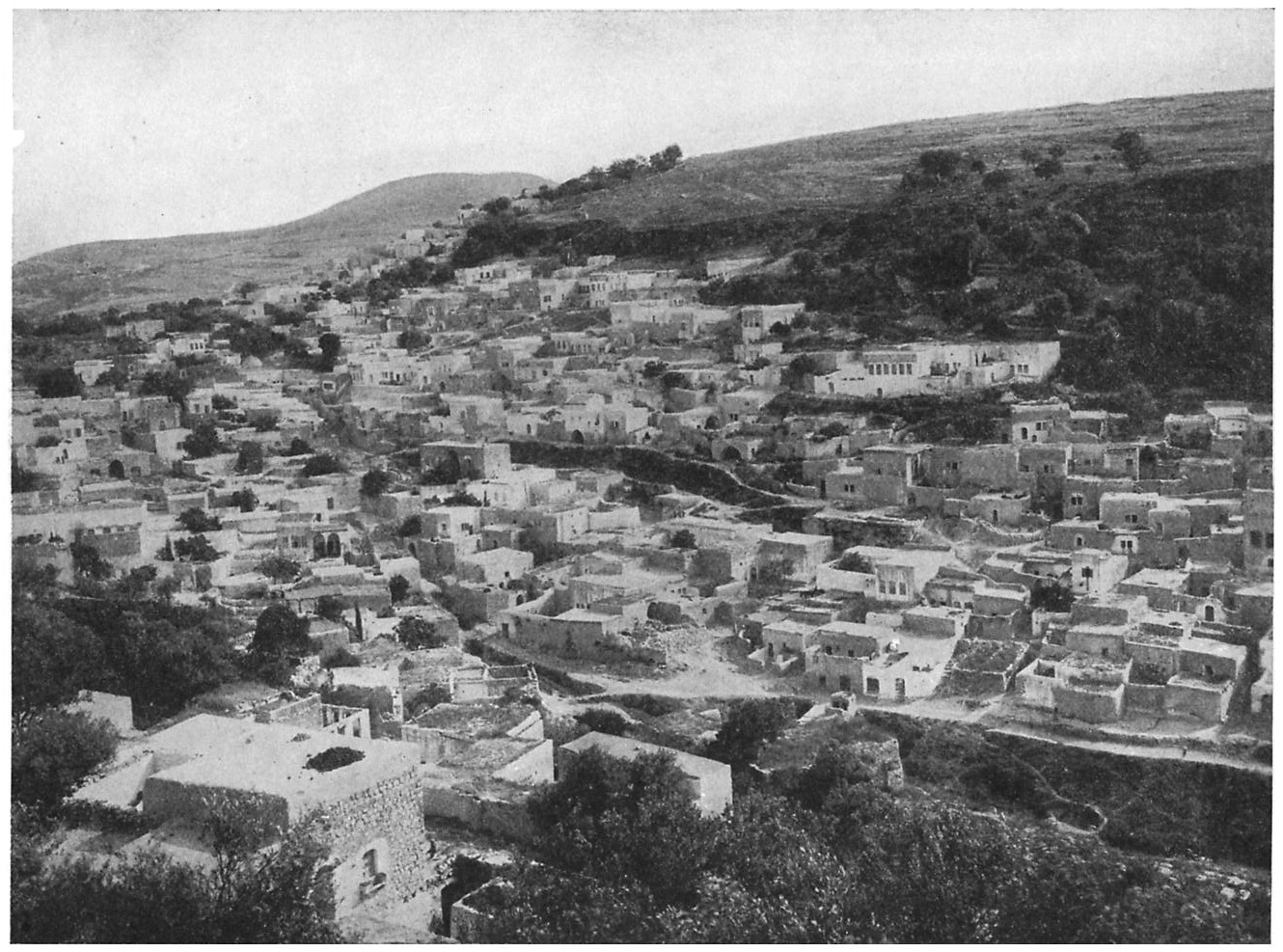
Quartiere arabo di Safad (1908)

Giaffa è una prospera città costiera araba di 70 000-80 000 abitanti. È situata proprio a sud di Tel-Aviv ed era stata attribuita agli arabi dal Piano di partizione della Palestina, cosa che viene talvolta «dimenticata» su alcune carte relative al Piano di partizione. È di conseguenza una enclave araba in mezzo a territori sotto controllo dell'Yishuv.
Combattenti dell'Esercito Arabo di Liberazione e volontari dei Fratelli Musulmani hanno a suo tempo rinforzato la città., ma nel febbraio, le stime del numero di fuggiaschi variavano fra le 15 000 e le 25 000 unità. Il Comitato Nazionale locale tenterà di bloccare l'esodo, imponendo in particolare una tassa di partenza che sarà raccolta dai Fratelli Musulmani. Le milizie locali giungeranno fino a minacciare i fuggiaschi di espropriare i loro beni o addirittura di ucciderli.

## Assedio di Gerusalemme
Le forze arabe che combattono in Palestina sono divise in 2 gruppi. Fawzi al-Qawuqji alla testa dell'Esercito Arabo di Liberazione (EAL) prende posizione in Samaria e in Galilea, come anche nella maggior parte delle città miste. Abd al-Qadir al-Husayni e Hasan Salama, in quanto comandanti dell'Esercito del Sacro Jihad, combattono lungo la strada fra Tel-Aviv e Gerusalemme che essi tentano di tagliare fuori dal resto delle zone ebraiche della Palestina.
Gli ebrei organizzano convogli di veicoli blindati al fine di rifornire Gerusalemme e gli insediamenti ebraici della regione. Questi sono sistematicamente attaccati e subiscono perdite sempre maggiori. A fine marzo, la tattica risulta pagante. La quasi-totalità del parco di veicoli blindati è stata distrutta e Gerusalemme è completamente isolata.
La popolazione di Gerusalemme e il suo governatore ebraico, Dov Joseph, considerano che la situazione è disperata e chiedono a Ben Gurion d'intervenire.
All'inizio di aprile, gli ebrei lanciano l'Operazione Nahshon che libera dall'assedio la Città Santa, permettendo il passaggio di tre corposi convogli di rifornimenti e alla città approvvigionamenti per 8 settimane. È nel corso di questi combattimenti che ʿAbd al-Qādir al-Husaynī trova la morte nel villaggio di al-Qastal.
Viene allora impartito l'ordine all'EAL di prendere posizione nella zona e il 20 aprile, la strada è nuovamente bloccata.
All'inizio di maggio, Yigael Yadin lancia l'Operazione Maccabei per tentare di ampliare il corridoio di Gerusalemme e di liberare la strada per togliere l'assedio prima dell'intervento annunciato degli eserciti arabi. Uomini delle Brigata Harel e della Brigata Givati hanno allora l'occasione di prendere Latrun a seguito dell'evacuazione da parte dell'EAL ma il tentativo fallisce.
Questa mancata occasione costerà cara agli ebrei. Latrun domina la strada di Gerusalemme e sarà occupata dalla Legione araba fin dal 17 maggio, fermando completamente l'accesso alla città di Gerusalemme agli ebrei. Le battaglie di Latrun (6 assalti) che lanceranno le forze ebraiche si concluderanno con un pesante scacco ma gli ebrei riusciranno a scoprire un passaggio alternativo attraverso le montagne (il cosiddetto "Strada di Birmania", fuori dalla gittata delle artiglierie arabe, che consentiranno ai convogli ebraici di rifornire Gerusalemme di viveri, medicinali, materiale bellico e uomini.

## Attacchi delle località miste da parte dell'Haganah

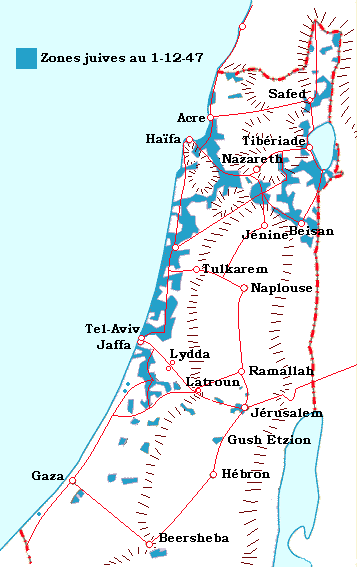
Zone d'insediamento ebraiche e strade della Palestina al 1º dicembre 1947

Il Piano Dalet prevede di assicurare la continuità territoriale delle zone assegnate agli ebrei dal Piano di partizione dell'ONU. In quest'ottica, le località miste presenti in tali zone, come Giaffa e Acri, sono aggredite o assediate dagli ebrei. La loro conquista s'accompagna a un esodo di gran parte della popolazione palestinese.

### Tiberiade
Tiberiade è una cittadina portuale situata sulla costa occidentale del Lago di Tiberiade. Essa ha una popolazione di 6.000 ebrei e 4.000 arabi. La battaglia per la città comincia il 10 aprile con un bombardamento di mortai effettuato dall'Haganah. Il 12 aprile, i primi sobborghi cadono e nella notte fra il 16 e il 17 aprile unità della Brigata Golani e del Palmach entrano in città. La cittadina cadrà completamente nei giorni seguenti. Gli abitanti arabi che non sono fuggiti sono parzialmente evacuati dai britannici.. Yoav Gelber sottolinea che la stessa proposta fatta agli ebrei di Safed era stata respinta da questi ultimi..

### Haifa
L'attacco di Haifa è breve. Nella notte tra il 20 e il 21 aprile, gli esploratori ebrei constatano che i britannici abbandonano le loro posizioni in città e si trincerano attorno al porto. La notte seguente la Brigata Carmeli passa all'offensiva e occupa le varie posizioni abbandonate dai britannici. La comunità araba oppone una debole difesa e il responsabile iracheno dell'Esercito Arabo di Liberazione "abbandona il posto per riferire sugli eventi" a Beyrut. Il generale britannico Stockwell interviene il 22 mattina come mediatore e riceve la resa araba il 23 aprile, informando i dirigenti arabi che reclamano la sua protezione che egli non avrebbe combattuto contro gli ebrei. 40.000 arabi (musulmani e cristiani) abbandoneranno la città nei giorni seguenti. Quando le autorità di Londra verranno a sapere ciò che era accaduto, per bocca del ministro degli Affari Esteri, Ernest Bevin, e del Ministro della Difesa, Alexander, si reclamerà allo Stato Maggiore della passività di Stockwell nel corso della crisi.,

### Giaffa
A seguito della vittoria dell'Haganah ad Haifa, Giaffa è attaccata dall'Irgun il 27 aprile. Le forze dell'Esercito Arabo di Liberazione resistono agli assalitori. Inoltre, a seguito degli incidenti di Haifa, i britannici intervengono e minacciano gli ebrei di rappresaglie se essi non arrestano la loro offensiva. A causa delle voci circa rinforzi dell'Esercito Arabo di Liberazione e d'intervento della Legione araba, Yigael Yadin lancia l'Operazione Hametz, mirante ad accerchiare la città. I britannici reagiscono bombardando le posizioni dell'Irgun. Ciò mette fine all'offensiva. La città cadrà solo il 13 maggio, come conseguenza della partenza dei britannici, ma nel caos che si determina, altri 50 000 - 60 000 arabi fuggiranno.,.

### Safad
Safad conta una popolazione compresa fra i 10 000 e i 12 000 arabi, a fronte di 1.500 ebrei. Il 16 aprile, i britannici evacuano la città e combattimenti scoppiano fra miliziani dei due fronti contrapposti. Il 21 aprile, a seguito dell'esodo da Tiberiade, Yigal Allon raccomanda di lanciare operazioni nell'ambito del Piano Daleth. Le sue raccomandazioni sono seguite e l'Operazione Yiftah viene lanciata in Alta Galilea. I villaggi della regione sono attaccati a partire dal 1º maggio dalla Brigata Yiftah. La sera del 9 maggio, Safad è bombardata a colpi di mortaio. Malgrado il sostegno delle artiglierie dell'Esercito Arabo di Liberazione, gli arabi non tengono il posto e la città capitola l'indomani. La totalità degli abitanti arabi fugge e l'11 maggio, le truppe del Palmach mettono in sicurezza la zona. La disfatta viene attribuita dai miliziani arabi alla defezione dei loro capi fin dall'inizio della battaglia..

### Beisan (o Beit Shean)
Beit Shean è una città araba di 5 000 abitanti, situata nella valle del Giordano. La città è considerata come un punto d'ingresso probabile delle truppe arabe il 15 maggio. Essa fa ugualmente parte delle città che Yigal Allon ha consigliato di prendere spingendo gli abitanti alla fuga. Il 28 aprile, la Brigata Golani assume il controllo d'un accampamento britannico vicino alla città, evacuato nel momento in cui l'Esercito Arabo di Liberazione rinforza la città con 150-200 volontari. Il 4 maggio, una delegazione di coloni della valle di Beisan e della valle di Jezrael, sostenuti da Yossef Weiz, si reca a Tel-Aviv per convincere le autorità a cacciare gli abitanti arabi, poiché la Legione araba sarebbe penetrata in città e sarebbe stata sul punto di rafforzarne le difese. Nella notte fra il 10 e l'11 maggio, la Brigata Golani prende due villaggi dei sobborghi e comincia la notte dopo a bombardare la città. L'indomani, gli arabi domandano un cessate-il-fuoco che è accettato dall'Haganah. Quest'ultima esige l'evacuazione dei miliziani che si trovano in città. Le autorità arabe chiedono istruzioni a Nablus o Jenin ma nel frattempo le truppe dell'Esercito Arabo di Liberazione e la maggioranza degli abitanti fuggono alla volta della Transgiordania. I 1000-1200 abitanti rimasti si arrendono. Inizialmente vettovagliati, saranno tuttavia espulsi il 15 maggio.

### Acri
Acri è una città di 10 000-12 000 abitanti, attribuita alla parte araba dal Piano di partizione dell'ONU. Verso il 6 maggio, essa conta tuttavia solo 8 000 abitanti, a causa delle diverse ondate dell'esodo palestinese. Le autorità locali temono fortemente un attacco degli ebrei. L'11 maggio, il sindaco lascia la città e il comandante della milizia locale, Yunis Naf'a, annuncia la sua volontà di fare lo stesso. Il 13 maggio comincia l'Operazione Ben-Ami nell'ovest della Galilea e il 14 maggio, Yunis Naf'a fugge con un battello con le sue truppe. La Brigata Carmeli prende la città il 17 maggio. Al suo ingresso, la città è razziata e i 5 000 abitanti rimasti sono per la maggior parte rifugiati provenienti da Haifa. I mesi seguenti, le autorità sioniste discutono l'opzione del "trasferimento" tutti costoro verso Giaffa, ovvero la loro espulsione, ma Bechor Shalom Shitrit, Ministro della Polizia e degli Affari delle Minoranze, si oppone formalmente.

## Conseguenze
Gli eventi nei centri urbani hanno provocato un esodo di circa 200 000 persone, ossia di un terzo del totale dell'esodo palestinese nella guerra del 1948.
L'assunzione di controllo dei villaggi misti da parte delle forze ebraiche ha permesso loro di garantire una continuità territoriale, offrendo un fronte continuo da contrapporre agli eserciti arabi che entrano in Palestina il 15 maggio 1948.
A seguito del non-ritorno dei rifugiati palestinesi dopo la guerra, Israele s'è ritrovata con una minoranza araba assai più piccola di quella prevista dal Piano di partizione dell'ONU che, secondo alcune autorità ebraiche, avrebbe potuto mettere a rischio la vitalità dello Stato ebraico.